# Montjoi (Tarn-et-Garonne)
Montjoi é uma comuna francesa na região administrativa de Occitânia, no departamento de Tarn-et-Garonne. Estende-se por uma área de 14,67 km². Em 2010 a comuna tinha 166 habitantes (densidade: 11,3 hab./km²).